# Zenkerella citrina
Zenkerella citrina är en ärtväxtart som beskrevs av Paul Hermann Wilhelm Taubert. Zenkerella citrina ingår i släktet Zenkerella och familjen ärtväxter. Inga underarter finns listade i Catalogue of Life.